# آكل البشر (فلم)
آكل البشر (بالإنجليزية: Maneater) هو فيلم رعب تم إنتاجه في الولايات المتحدة وصدر سنة 2007 بطولة غاري بوسي ومن إخراج غاري ييتس.

## القصة
نمر طليق في بلدة صغيرة وفقط ولد صغير وعمدة وصياد لتدمير الوحش.

## روابط خارجية
- مقالات تستعمل روابط فنية بلا صلة مع ويكي بيانات